# Fuad 2. af Egypten
Fuad II (arabisk: فؤاد الثاني) (født 16. januar 1952 som Prins Ahmad Fuad) var den sidste konge af Egypten og Sudan, der formelt regerede fra juli 1952 til juni 1953.
Fuad blev konge af Egypten den 26. juli 1952, da hans far kong Farouk blev tvunget til at abdicere ved den egyptiske revolution i 1952. Farouk havde håbet, at hans abdikation ville kunne tilfredsstille de revolutionære og anti-royalistiske kræfter og redde monarkiet. Barnekongen Fuad regerede dog kun i mindre end et år, før han blev afsat den 18. juni 1953, da Egypten blev udråbt som republik.
Fuad 2. var den 11. og sidste monark fra Muhammad Ali-dynastiet, der havde regeret Egypten (og senere Sudan) siden 1805. Hans navn translittereres også nogle gange som Fouad.

## Biografi
Fuad blev født den 16. januar 1952 i Abdeen-slottet i Kairo som det fjerde barn og ældste søn af kong Farouk af Ægypten i hans andet ægteskab med Narriman Sadek. Allerede et halvt år senere blev hans far som følge af tiltagende korruption styrtet ved et militærkup under ledelse af Muhammad Naguib og Gamal Abdel Nasser. Farouk blev tvunget til at abdicere den 26. juli 1952, og Fuad blev derved konge af Egypten. Da Fuad var under et år gammel ved sin tronbestigelse, blev han aldrig kronet. Efter kong Farouks abdikation drog kongefamilien i eksil, og den nye barnekonge forlod Egypten med sin far og familie. Et regentskabsråd under ledelse af Prins Muhammad Abdel Moneim repræsenterede Fuad i Egypten i hans fravær. Fuads regeringstid varede dog kun i mindre end et år, før han blev afsat den 18. juni 1953, da Egypten blev udråbt som republik. Efter sin afsættelse voksede Fuad op i Schweiz. Han flyttede senere til Paris, hvor han blev gift og fik tre børn, før han igen slog sig ned i Schweiz efter sin skilsmisse. I oktober 2013 udtrykte han sin støtte til Abdul Fatah al-Sisis kanditatur til Egyptens præsident under Præsidentvalget i Egypten 2013.

## Eksterne links
- Wikimedia Commons har flere filer relateret til Fuad 2. af Egypten

| Fuad 2.Muhammad Ali-dynastietFødt: 16. januar 1952 |                                     |                                            |
| Titler som regent                                  |                                     |                                            |
| Foregående: Farouk 1.                              | Konge af Egypten og Sudan 1952–1953 | Efterfølgende: Ingen (Monarkiet afskaffet) |